# Милашевци
Милашевци су насељено место у Босни и Херцеговини, у општини Добретићи. Административно припадају Федерацији Босне и Херцеговине, односно њеном Средњобосанском кантону. Према попису становништва из 2013. у насељу је било 127 становника, а већинску популацију у насељу чинили су Хрвати.
До 1992. село се налазило у саставу некадашње општине Скендер Вакуф чији највећи део је ушао у састав Републике Српске где је организован као општина Кнежево.

## Становништво
По последњем службеном попису становништва из 2013. године у насељу Милашевци живело је 127 становника, а село је било етнички хомогено са већинском хрватском популацијом.
| Националност       | 2013.        | 1991.        | 1981.        | 1971.        |
| Хрвати             | 126 (99,21%) | 278 (100,0%) | 304 (99,67%) | 244 (99,19%) |
| Срби               | —            | 0            | 0            | 2 (0,81%)    |
| Бошњаци            | —            | 0            | 0            | 0            |
| остали и непознато | 1 (0,78%)    | 0            | 1 (0,33%)    | 0            |
| Укупно             | 127          | 278          | 305          | 246          |